# Dixon (Montana)
Dixon é uma Região censo-designada localizada no estado americano de Montana, no Condado de Sanders.

## Demografia
Segundo o censo americano de 2000, a sua população era de 216 habitantes.

## Geografia
De acordo com o United States Census Bureau tem uma área de
17,9 km², dos quais 17,2 km² cobertos por terra e 0,7 km² cobertos por água. Dixon localiza-se a aproximadamente 770 m acima do nível do mar.

## Localidades na vizinhança
O diagrama seguinte representa as localidades num raio de 28 km ao redor de Dixon.